# Reguengo (Portalegre)
Reguengo é uma povoação portuguesa do Município de Portalegre que foi sede da extinta Freguesia de Reguengo, freguesia que tinha 27,96 km² de área e 630 habitantes (2011), e, por isso, uma densidade populacional de 22,5 hab/km².
A Freguesia de Reguengo foi extinta (agregada) pela última Reorganização administrativa do território das freguesias, de acordo com a Lei nº 11-A/2013 de 28 de Janeiro, tendo o seu território sido agregado ao da Freguesia de São Julião para constituir a União de freguesias de Reguengo e São Julião com sede em Reguengo.

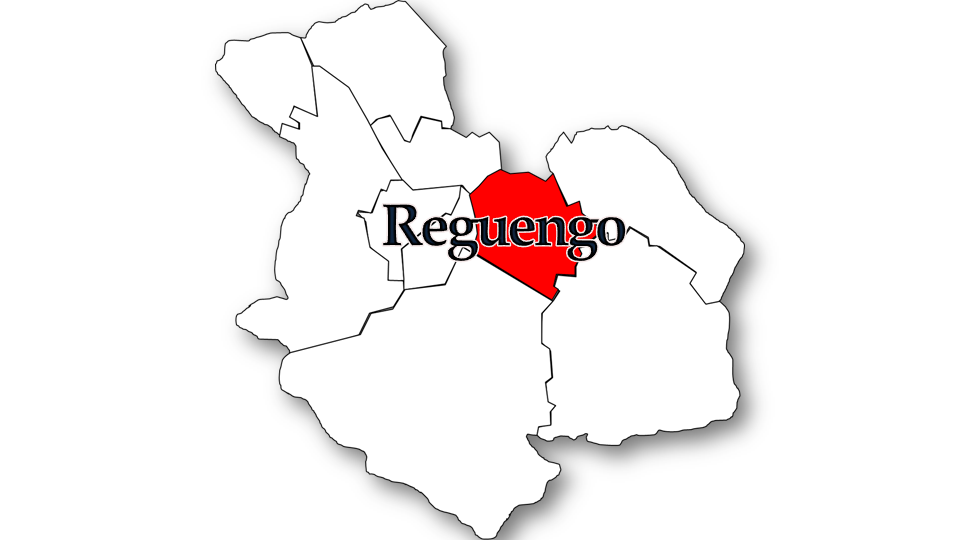
Localização no Município de Portalegre

## População
| População da freguesia de Reguengo | População da freguesia de Reguengo | População da freguesia de Reguengo | População da freguesia de Reguengo | População da freguesia de Reguengo | População da freguesia de Reguengo | População da freguesia de Reguengo | População da freguesia de Reguengo | População da freguesia de Reguengo | População da freguesia de Reguengo | População da freguesia de Reguengo | População da freguesia de Reguengo | População da freguesia de Reguengo | População da freguesia de Reguengo | População da freguesia de Reguengo |
| ---------------------------------- | ---------------------------------- | ---------------------------------- | ---------------------------------- | ---------------------------------- | ---------------------------------- | ---------------------------------- | ---------------------------------- | ---------------------------------- | ---------------------------------- | ---------------------------------- | ---------------------------------- | ---------------------------------- | ---------------------------------- | ---------------------------------- |
| 1864                               | 1878                               | 1890                               | 1900                               | 1911                               | 1920                               | 1930                               | 1940                               | 1950                               | 1960                               | 1970                               | 1981                               | 1991                               | 2001                               | 2011                               |
| 760                                | 844                                | 905                                | 1 058                              | 1 060                              | 1 148                              | 1 273                              | 1 254                              | 1 271                              | 1 171                              | 882                                | 901                                | 840                                | 712                                | 630                                |